# Nicolás Sartorius

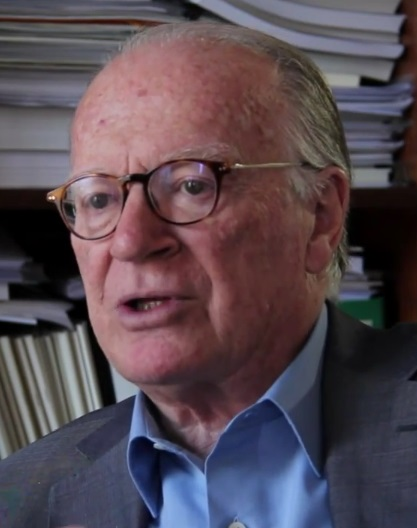
Nicolás Sartorius, 2014

Nicolás Sartorius y Álvarez de las Asturias Bohorques (* 4. Mai 1938 in San Sebastián) ist ein spanischer Jurist, Politiker, Gewerkschafter, Autor und Journalist.

## Leben
Sohn von Fernando Sartorius (1893–1972), Conde de San Luis, und Maria del Carmen Alvarez de las Asturias Bohorques (1899–1979), studierte Rechtswissenschaft an der Complutense Universität von Madrid.  Während seiner Studienzeit ab 1959 war er Mitglied von Nueva Izquierda Universitaria (Neue Universitäre Linke), die zur Volksbefreiungsfront gehörte. 1961 trat er der PCE bei. Er gründete die Comisiones Obreras (CC. OO.) mit. Mehrere Male (1962, 1967, 1968, 1969, 1970) wurde er wegen seiner klandestinen gewerkschaftlichen und politischen Arbeit festgenommen und verurteilt. Am bekanntesten wurde der Prozess 1001 (Proceso Miluno) gegen die Führung der Comisiones Obreras. 

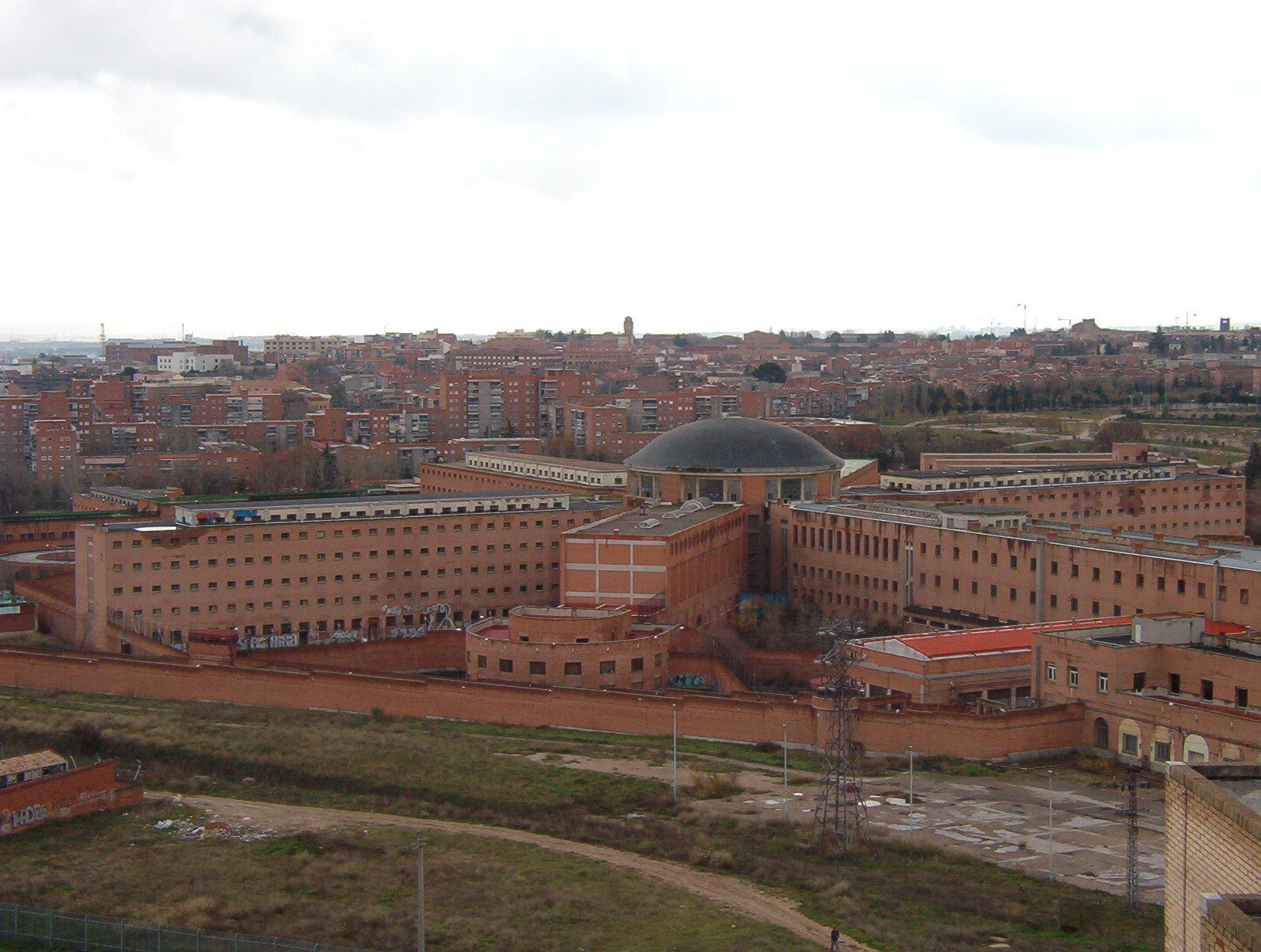
Carabanchel-Gefängnis in Madrid

Ausdruck der zunehmenden Hilflosigkeit des franquistischen Regimes, nahm die Repression des Regimes zu und der Oberste Gerichtshof erklärte die Comisiones Obreras im März 1967 zur „illegalen Vereinigung“. 1972/73 kam es zum Prozess (Proceso Miluno) gegen 10 Repräsentanten der Arbeiterkommissionen, unter ihnen Marcelino Camacho, Eduardo Saboride, der Arbeiterpriester Francisco García Salve und Nicolás Sartorius. Die beiden ersten wurden zu 20 Jahren, die letzten zu 19 Jahren Haft verurteilt. Nicolás Sartorius verbrachte insgesamt sechs Jahre im Gefängnis. Das Vorgehen gegen die beliebten Gewerkschaften steigerte die Solidarität und das Ansehen der Comisiones Obreras und ihrer Führung.
Er gehörte ab 1970 zum Zentralkomitee der PCE, später auch zum Sekretariat und Exekutivkomitee.

1977 Spanisches Parlament

Er beteiligte sich in den Comisiones Obreras aktiv an den politischen Beratungen und Verhandlungen während des Übergangs von der Diktatur zur Demokratie und war danach Abgeordneter im Congreso de los Diputados (Abgeordnetenhaus) der Cortes Generales für Madrid in der I., III. und IV. Legislaturperiode für die Kommunistische Partei und die Vereinigte Linke (IU).
Der Verfassungsrechtler und damalige Kommunist Javier Pérez Royo hielt es im Nachhinein für möglich, dass der sich 1979 deutlich abzeichnende Niedergang der PCE unter Santiago Carrillo unter einem „modernen“ Kandidaten wie Nicolás Sartorius hätte aufgehalten werden können.
Zwischen 1986 und 1993 war er der parlamentarische Sprecher von der Vereinigten Linken im Parlament. In der Diskussion Anfang der 90er Jahre über den Vertrag von Maastricht votierte er zusammen mit Cristina Almeida im Parlament mit PSOE und schloss sich der Strömung der Neuen Linken an, die schließlich als Demokratische Partei der Neuen Linken zu einer politischen Partei wurde, deren Mitglieder letztlich Teil der PSOE wurden.
Seit er die IU verlassen hat, widmete er sich dem Schreiben von Artikeln und Büchern zur zeitgenössischen spanischen Geschichte, die meisten davon mit Bezug auf die spanische Übergangszeit von der Diktatur zur Demokratie (Transition).
Er engagierte sich in der Stiftung Alternativen, deren geschäftsführender Vizepräsident er 20 Jahre lang war. Im September 2018 trat er von seiner Position zurück und wurde durch Diego López Garrido ersetzt. Die Stiftung kündigte an, einen Beirat unter Vorsitz von Sartorius einzurichten.
Als Journalist schrieb er regelmäßig in der Zeitung El País und arbeitete in der Sendung Hoy por hoy auf Cadena SER mit.
Er ist seit 1965 mit Natalia Calamai de Mesa verheiratet und hat eine Tochter.

## Schriften von Nicolás Sartorius
- Ders., Javier Alfaya: La Memoria Insumisa. Sobre la dictadura de Franco. Espasa Calpe, Madrid 1999, ISBN 84-239-7792-7.
- Ders., Alberto Sabio:  El final de la dictadura. La conquista de la democracia en España. Madrid 2007, ISBN 978-84-670-5354-8.
- Ders., Alfonso Egea de Haro, Javier Ramos (Hrsg.): Informe sobre el estado de la Unión Europea 2011. El año de la gran prueba. Fundación Alternativas, Madrid 2011, ISBN 978-84-9768-931-1.
- Ders. (Hrsg.): New global governance. Proposals for the debate. Fundación Alternativas, Madrid 2011, ISBN 978-84-9768-860-4.
- Ders:  La manipulación del lenguaje. Breve diccionario de los engaños. Espasa, Madrid 2018, spanisch, ISBN 978-84-670-5288-6.
- Ders:  La nueva anormalidad. Por una normalidad nueva. Espasa, Madrid 2020, spanisch, ISBN 978-84-670-6084-3.